# Le Monde horizontal
Le Monde horizontal est un roman écrit par Bruno Remaury, paru en 2019.  

## Résumé
Ce livre ne peut être résumé : c'est une fresque qui juxtapose des scènes et des références qui décrivent l'histoire du monde et de la civilisation, vus au niveau "horizontal" par différents individus. 

### Chapitre 1
On commence avec Félix Regnault, le découvreur de la grotte préhistorique de Gargas, qui a été occupée par Blaise Ferrage, qui a fui la justice humaine. On en vient à la catastrophe des mines de Courrières dans le Nord, qui fait évoquer les Sept Dormants d'Éphèse. Puis on découvre la vie de Marie, une héritière, qui mène une vie bourgeoise. On en vient à August Sander, un exceptionnel photographe, qui aime les visages des gens pour tout ce qu'ils expriment d'une période marquée par les nazis.

### Chapitre 2
Ludovic Sforza est à Milan, dans son château. Francesco a 16 ans, son maître s'appelle Léonard de Vinci, qui pense à Amerigo Vespucci et de là on pense à Christophe Colomb et au déluge.

### Chapitre 3
En 1946, Harry, aviateur démobilisé, rentre chez lui, et rêve à l'american way of life. La compagnie de transport Greyhound en a fait un chauffeur, qui sillonne l'Amérique, en empruntant des routes qui se superposent aux anciennes pistes indiennes, qui suivaient les bisons, dans un maillage étroit, qui fait penser à Jason Jackson Pollock. Un autre soldat, Isaac, monte à bord, sans savoir où il va. Ses démêlés avec la police vont transformer sa vie : il est noir. L'explosion des premières bombes atomiques transforme radicalement le monde. Le livre de Daniel est évoqué. Puis, on côtoie Anna, la petite migrante qui arrive à Ellis Island, ne veut pas être rejetée et se battra toute sa vie pour la survie et la liberté, ne sachant pas qu'elle vit a proximité de Diane Arbus, qui a eu plus de chance.  

## Portée
On passe de célébrités, à de réels inconnus, décrits à la manière de Louis-François Pinagot, par Alain Corbin, mais qui ont la même force évocatrice dans cette fresque historique de la comédie humaine. L'histoire anecdotique, l'histoire des sensibilités, le temps long, cher à Braudel: tout s'entre-mêle. 
Les transitions se font par association d'idées, rêverie éveillée, simple juxtaposition, référence érudite, qu'importe, le lecteur se laisse emporter et construit sa propre histoire. 